# Hiccup Horrendus Haddock III
Hiccup Horrendus Haddock III (nei libri italiani noto come Topicco Terribilis Totanus III, e solo in seguito al film chiamato come in originale) è un personaggio immaginario creato dalla scrittrice Cressida Cowell. 
È un giovane vichingo, protagonista di una serie di libri e di film d'animazione dal titolo Dragon Trainer. Il suo nome, Hiccup, in inglese significa "singhiozzo". All'inizio del film si spiega il nome con l'usanza dei Vichinghi di dare ai figli  nomi orrendi per tenere lontane creature maligne. 
Hiccup nel primo film della trilogia di Dragon Trainer è un giovane vichingo di quindici anni, che però a quanto pare non ha la stoffa giusta per combattere i draghi, visti dai vichinghi dell'isola di Berk come creature ostili ed orribili, dei demoni in grado soltanto di uccidere e rubare le riserve di viveri. In particolare ad avercela con i Draghi è il grande Stoik Haddock l'Immenso, nonché padre di Hiccup e capotribù dei vichinghi che abitano Berk. Da subito Hiccup ci viene presentato come un protagonista non molto eroico o muscoloso, ma più come un bambino irresponsabile e sbadato, che, a differenza dei suoi coetanei, non sa combattere i draghi. Dopo una dimostrazione di aver abbattuto un drago davanti all'intero villaggio andata a mal fine, Hiccup trova nel bosco una Furia Buia, ovvero, come descritto nel libro dei draghi, il drago più pericoloso che esista.
Hiccup, cercando di sfuggire alla sua natura, cerca di abbattere il drago, per mostrare a suo padre di essere un vero vichingo, ma purtroppo il suo animo buono gli impedisce di farlo, e così libera la creatura, che scappa via, rifugiandosi in una piccola valle.

## Descrizione del personaggio
Nei romanzi, Hiccup è un membro della tribù vichinga residente sull'isola di Berk. È anche il figlio del capo del villaggio, Stoick l'Immenso. Ciononostante, è completamente diverso dagli altri vichinghi: impacciato, goffo, magrissimo e piccolo di statura, e incapace di lottare. È per questo visto con molto disprezzo da tutta la tribù. Tuttavia riesce ad addestrare un piccolo drago, chiamato Sdentato per via della mancanza di denti, che però causa il suo esilio e quello di altri ragazzi. Alla fine però riesce a salvare la tribù da due pericolosissimi rettili alati e a essere finalmente apprezzato da tutti. Da quel momento in poi, vivrà molte altre avventure con i suoi amici.
Nel film della DreamWorks, invece, la storia del personaggio viene un tantino stravolta. Hiccup rimane più o meno lo stesso, dal punto di vista fisico. Tuttavia dimostra una grande intelligenza e un animo puro, e si rifiuta di uccidere il peggior nemico della sua tribù, e di un vichingo in generale: un drago, più precisamente una Furia Buia, il più misterioso e letale di tutti, che chiamerà Sdentato. Il padre, scontento e deluso da lui, lo indirizza alla lotta contro i rettili, ma Hiccup invece decide di studiare il drago che aveva liberato, scoprendo così che in realtà i draghi non sono i mostri sputa fuoco terribili e malvagi che aveva sempre creduto. Riesce anche a convincere una sua coetanea, Astrid, della cosa, ma purtroppo la situazione degenera, e il piccolo vichingo si ritrova disonorato dal padre stesso. Decide di non rimanere con le mani in mano e seguito dagli altri ragazzi del suo corso, che l'avevano sempre estraniato e deriso, si precipita a salvare Sdentato. Riesce inoltre a sconfiggere la Morte Rossa, un gigantesco e potente drago che costringeva gli altri suoi simili ad attaccare i vichinghi e a depredare i villaggi per farsi nutrire lei stessa, pena la morte di tutti gli altri draghi. Hiccup la uccide, ma purtroppo non riesce a evitare di perdere una gamba. Alla fine però ottiene ciò che voleva: la fine della guerra contro i draghi, e l'essere finalmente accettato dalla tribù come uno di loro.
Hiccup riappare nel seguito del film dove ha venti anni ed è prossimo a sostituire il padre Stoick nella guida del villaggio di Berk. Tuttavia, non sentendosi ancora pronto a ricoprire tale ruolo, passa il tempo a esplorare le isole vicine a Berk e a creare una grande mappa piena di tutte le sue scoperte. Il tutto insieme al suo inseparabile amico Sdentato, che non lo lascia mai da solo per nulla al mondo. All'inizio del film, Hiccup, Sdentato, Astrid (con la quale Hic ha iniziato ufficialmente una relazione amorosa) e il suo drago Tempestosa trovano una nuova isola, ma dopo un veloce combattimento con dei cacciatori di draghi, i ragazzi vengono a conoscenza, grazie al capo dei cacciatori Eret, di un nuovo e terribile pericolo rappresentato da Drago Bludvist, un pericoloso condottiero che brama di conquistare Berk con una imponente armata di draghi. Pur di evitare lo scontro, Hiccup decide di recarsi a discutere con lui e magari cambiare la sua idea, con grande dissenso del padre Stoick. Ma durante il viaggio, fa una scoperta scioccante: incontra infatti Valka, una donna scomparsa da venti anni e sua madre, la quale ha creato con l'aiuto di una Grande Bestia Selvaggia (un drago Alpha con le capacità di farsi obbedire dagli altri draghi attraverso una sorta di ipnosi) un rifugio di ghiaccio per i draghi che Valka ha salvato dalle grinfie di Drago. Dopo che Stoick, preoccupato per il figlio, raggiunge la tana e può ritrovare la moglie perduta da 20 anni, Bludvist attacca con un esercito composto da uomini e draghi; quando sembra che la battaglia sia a favore dei protagonisti (grazie anche all'intervento di Astrid, degli altri cavalieri e di Eret, ormai pentitosi), il malvagio condottiero usa il suo asso nella manica, un altro esemplare di Grande Bestia Selvaggia ammaestrato che uccide il drago di Valka, prendendo cosi il controllo di tutti i draghi. Durante un confronto, HIccup viene a sapere da Drago che quest'ultimo fa tutto questo per epurare il mondo dai draghi, coloro che hanno ucciso la sua famiglia (nonostante il ragazzo capisca che in realtà è solo un essere avido che vuole usare i draghi come animali bellicci per conquistare popoli e, cosi, autoproclamarsi ''signore dei draghi''); Hiccup insiste nel voler cambiare idea al condottiero, ma quest'ultimo fa ipnotizzare dal nuovo Alpha Sdentato che uccide il padre Stoick. Dopo il funerale del capo, Hiccup si prende la responsabilità di capo e torna a Berk, assediata da draghi sotto il controllo di Drago e, in un intenso combattimento, Hic fa rinsavire Sdentato e gli altri draghi, che si ribellano e scacciano i due nemici. Infine il ragazzo viene ufficialmente incoronato e si scambia un bacio con Astrid.
Nel terzo e finale capitolo, Hiccup, ormai capo, è dedito a creare un'Utopia dove draghi e umani convivono in pace, mentre libera e salva le creature da Grimmel il Grifagno, altro temibile cacciatore ed ex allievo di Drago Bludvist (tuttavia a differenza di quest'ultimo, Grimmel caccia per divertimento e vendetta, soprattutto le Furie Buie); il cacciatore, desideroso di catturare Sdentato, usa come esca una Furia Chiara (sottospecie di Furia Buia dal colorito candido), incosciente e manipolata grazie a un veleno; l'esca sembra funzionare: Sdentato e la femmina finiscono per fare amicizia; una notte, Grimmel attacca e incendia il villaggio, minacciando di rifarlo nel caso Hic non gli consegnerà tutti i draghi. Allora il nuovo capo decide di far evacuare gli abitanti e di stabilirsi su una nuova isola, nella speranza poi di trovare attraverso delle esplorazioni, il Mondo Nascosto (luogo dove, secondo la leggenda, provengono tutti i draghi). Intanto le persone più vicine al ragazzo continuano a insistere che dovrebbe sposare Astrid. Sdentato ritrova la Furia Chiara e cosi il padrone decide di creargli una nuova coda, stavolta automatica, in modo che l'animale sia libero di girare con la sua compagna. Poiché il malvagio cacciatore li ha seguiti, Hiccup organizza una spedizione con i suoi amici per poter catturare Grimmel, ma il piano fallisce e sono costretti a scappare, dimenticandosi la gemella Testa Bruta che viene fatta prigioniera. Durante un viaggio con Astrid a cavallo di Tempestosa, viene trovato il Mondo Nascosto dove ritrovano Sdentato, che decide di tornare col padrone. Ma una volta tornati alla nuova Berk, l'isola viene attaccata da Grimmel (che aveva precedentemente rilasciato Testa Bruta per due motivi: era troppo chiacchierona e poi avrebbe potuto guidarlo verso l'ubicazione del villaggio, a lui sconosciuta) che cattura tutti i draghi. Dopo una battaglia navale dove vengono liberate tutte le bestie, Hiccup ingaggia un combattimento con Grimmel a cavallo del ''proprio drago" (Hic su Sdentato e Grimmel sulla Furia Chiara); per dimostrare al ragazzo che i draghi sono bestie traditrici, fa apposta ferire Sdentato cosi che la Furia Chiara vada in suo soccorso mentre i due uomini cadono e finiscono per sfracellarsi sulle scogliere. Ma inaspettatamente la draghessa salva il ragazzo, lasciando il cacciatore al suo tragico destino. Cosi Hiccup capisce che finché ci saranno uomini non disposti ad accettere la pace, i draghi saranno sempre in pericolo, e quindi non c'è altra soluzione che farli tornare nel mondo nascosto; una volta salutato l'amico, Hiccup e Astrid si sposano. Nove anni dopo, Hiccup e Astrid (genitori di due bambini) partono con una barca per raggiungere il Mondo Nascosto, dove si ricongiungono ai loro amici draghi. Volando assieme all'amico, Hiccup promette che fino a quando il mondo non sarà pronto ad accoglierli in pace, i draghi rimarranno nascosti e i berkiani custodiranno il loro segreto.

## La serie televisiva
Nella serie successiva al film, Hiccup, insieme con Astrid, Moccicoso e gli altri ragazzi si ritrova a guidare l'Accademia dei Draghi, l'ex arena di guerra dei Vichinghi, per addestrarli e rendere più facile la convivenza fra essi e gli uomini. Si ritroverà tuttavia ad affrontare parecchi ostacoli. Molti nuovi nemici infatti minacciano la pace su Berk, soprattutto il capo dei Vichinghi esiliati da Berk, Alvin. Hiccup dovrà mettercela tutta per mantenere l'ordine.

### I cavalieri di Berk
Nella prima stagione, ambientata poco tempo dopo il primo film, Hiccup decide di assumersi il delicato e necessario compito di rendere la vita su Berk più facile per uomini e draghi. Per questo, la vecchia arena di guerra viene scelta come speciale scuola di addestramento per i draghi.
In questa stagione Hic e i suoi giovani amici entrano sempre più in contatto con il mondo dei draghi. Scopriranno nuove specie, e approfondiranno di più il rapporto con i loro nuovi amici alati. In particolare, Hiccup e Sdentato renderanno più forte il loro legame di amicizia, aiutando l'un l'altro a maturare e ad affrontare il mondo in armonia e pace. Ma purtroppo verranno anche in contatto con pericolosi guerrieri, come il terribile Alvin, esiliato anni addietro dall'Isola di Berk e desideroso di conoscere il segreto riguardo l'addestrare i draghi.

### I paladini di Berk
Nella seconda stagione, Hiccup e i suoi amici si ritrovano a fronteggiare gli Esiliati e nuovi, temibili draghi per rendere l'isola più sicura. Questa stagione ha un'aria più matura, e le esplorazioni e studi riguardo ai nuovi draghi vengono messi da parte a causa dell'atmosfera più guerresca e rischiosa in cui si ritrovano i protagonisti.

## Aspetto fisico e abilità
Hiccup nei libri è descritto come un ragazzo dai capelli rossi di 10 anni e mezzo, magro e mingherlino. 
Nei film e nella serie invece è più grande, ha i capelli castani, dei caratteristici occhi verdi e veste sempre una giacca di pelle, una maglietta verde e dei pantaloni scuri. Possiede inoltre una cicatrice sul mento procuratagli dal drago di Valka Saltanuvole, dopo che questo ha accidentalmente graffiato il mento di Hiccup quando era ancora un neonato. Alla fine del primo film perde la gamba sinistra, che gli viene sostituita con una protesi a molla in legno e metallo.
Hiccup inoltre si distingue dagli altri membri del suo villaggio non solo per il suo aspetto fisico, ma anche per la sua grande intelligenza; il ragazzo ha infatti un grande talento per costruire oggetti e armi di ogni tipo, come dimostrato nel primo film, quando con una delle sue invenzioni, una sorta di carretto capace di diventare una speciale balestra, riesce ad abbattere addirittura il più raro dei draghi, una Furia Buia.
Nei romanzi, Hiccup è un abile spadaccino, in grado di rivaleggiare coi migliori; nei film non usa mai una spada, e l'unica arma che utilizza è uno speciale scudo che nasconde molti trucchi. Nel secondo film rivela di aver realizzato una speciale spada in grado di infuocarsi grazie alla saliva dell'Incubo Orrendo. Tuttavia non l'ha usata per duellare, ma solo per intimorire l'avversario e ammansire dei draghi selvatici.
In seguito, Hiccup stringe amicizia con il drago, e scopre che il colpo che gli ha inflitto, gli ha causato la perdita di metà della coda, e per questo il rettile non è più in grado di volare. Hiccup costruisce una speciale sella, che presenta un pedale con cui può aprire una resistente protesi che permette al drago, rinominato Sdentato, di spiccare di nuovo il volo.
Nella serie televisiva, nella seconda stagione, Hiccup riesce a realizzare un particolarissimo scudo, lavorato con un metallo leggero e resistente al tempo stesso, che si apre a metà, rivelando una balestra nascosta. Lo stesso scudo nasconde anche una corda che può essere lanciata aprendo il centro con un pulsante nascosto.
Ma è nel secondo film che Hiccup dà libero sfogo alla sua inventiva, in quanto dimostra di essere riuscito a creare una particolare tuta da volo che può usare come aliante, per planare sul nemico e lasciarsi trasportare da vento nel caso cadesse dalla sella di Sdentato. Inoltre, grazie alla saliva del drago noto come Incubo Orrendo, è riuscito a realizzare una spada, la cui lama può prendere fuoco. 
Ma Hiccup si distingue dagli altri anche per la sua grande bontà e umanità; ha infatti un grande cuore, e si presenta sempre disposto ad aiutare gli altri, anche se si tratta di antipatici bulli come Moccicoso, e di spietati nemici come Alvin.
Ha anche una mente molto aperta, come dimostrato nel secondo film, quando ignora gli avvertimenti del padre riguardo Drago Bludvist, e decide di recarsi a dialogare con lui pur di evitare lo scontro armato.
Infine Hiccup è mancino, anche se in alcuni poster promozionali impugna la spada con la mano destra (probabilmente per un errore dei disegnatori).

## Altri personaggi
Nei film e nella Serie Tv Hiccup ha diverse relazioni importanti con più personaggi:
- Stoick l'Immenso: suo padre, inizialmente non vede molto di buon occhio il figlio, essendo egli tutto fuorché un vichingo. A causa di questo i due sono molto lontani fra loro, e tendono a non capirsi l'un l'altro. Ciononostante però il loro rapporto è molto profondo. Entrambi poi hanno subito una grave perdita, ovvero Valka, la madre di Hiccup, e moglie quindi di Stoick. Nel secondo film il capo, però, muore ucciso dal Drago Bludvist per salvare Hiccup.
- Valka: moglie di Stoick e madre di Hiccup, è ritenuta morta da tutti, uccisa probabilmente da un drago che la rapì quando Hiccup era ancora un infante. In realtà, è ancora viva, e dopo venti anni ritrova il figlio, ormai abile Dragon Trainer ed erede di Berk. Valka lo porta nel luogo dove ha vissuto per tutti quegli anni, e si scusa terribilmente con il figlio per la lunga assenza, e decide di riformare il rapporto perduto. Hiccup accetterà la proposta con grande gioia.
- Sdentato: Una Furia Buia, il drago più raro e pericoloso di tutti. Verrà colpito da Hiccup, che però rinuncerà a ucciderlo. In seguito diverrà il primo essere vivente con cui Hiccup farà amicizia, e il primo drago ad affezionarsi ad un Vichingo, tanto da guardargli sempre le spalle. I due diverranno inseparabili, al punto da mettere in gioco la loro stessa vita per salvarsi l'un l'altro. Sdentato infatti, nel finale del primo film, non esita a soccorrere Hiccup cadente verso le fiamme, pur essendo impacciato nel volo. Questo dimostra il profondo legame formatosi fra i due.
- Skaracchio: Skaracchio (Gobber in originale) è il fabbro del villaggio e insegnante di Hiccup nell'arte del lavorare il metallo e, in seguito, della sopravvivenza contro i draghi. Lui forse è l'unico di tutta la tribù a non vedere Hiccup in maniera così negativa, consigliandolo e aiutandolo. Sarà lui a costruirgli la protesi per sostituire la gamba. I due sono molto legati, e infatti, a detta dello stesso Stoick, Skaracchio è come uno di famiglia per loro.[1]
- Astrid: Astrid è la ragazza più bella e forte del villaggio. La migliore nell'addestramento anti-drago, severa e decisa in quello che fa. All'inizio non vede di buon occhio Hiccup, sottovalutandolo e colpendolo parecchie volte. Rimarrà anche gelosa di lui, dopo che, grazie alle sue conoscenze sui draghi, lui la supererà in bravura nelle lotte contro i mostri sputa-fuoco. Dopo aver incontrato Sdentato però, accetta la realtà, e inizia a provare qualcosa per il ragazzo, come evidenziato dal volo condiviso con lui e dal finale del primo film.
- I ragazzi di Berk: Moccicoso, Testa di Tufo, Testa Bruta e Gambedipesce sono i compagni di Hiccup nell'addestramento anti-drago. Fin da piccoli, non perdono occasione di stuzzicare il povero ragazzo. Alla fine però riconosceranno il suo valore, e diverranno tutti grandi amici.
- I nemici di Berk: Hiccup riesce a conquistare l'affetto di molti personaggi, ma anche l'odio di altri, specie se esterni a Berk. Nel corso della serie Tv, Hiccup si ritroverà infatti a combattere con pericolosissimi e micidiali rivali, ovvero Alvin il Traditore (che nei romanzi originali è il suo arcinemico giurato) e Dagur lo Squilibrato. Entrambi sono capi di due tribù nemiche di Berk, gli Esiliati e i Grandi Guerrieri, e mirano al distruggere l'Isola e ad impossessarsi dei segreti per controllare i draghi, in particolare Sdentato. Ma il vero nemico di Hiccup è il pazzo tiranno Drago Bludvist, incontrato nel secondo film, che Hiccup cerca inutilmente di convincere a cessare le manovre di guerra contro Berk e il mondo.